# Benigno Soldini
Benigno Soldini (* 18. November 1811 in Chiasso; † 24. Mai 1852 ebenda) war ein Schweizer Politiker. Von 1848 bis zu seinem Tod gehörte er dem Nationalrat an.

## Biografie
Sein Vater Bernardo besass ein florierendes Speditionsunternehmen und war Gemeindepräsident von Chiasso sowie langjähriger Grossrat des Kantons Tessin. Benigno Soldini besuchte das Kollegium der Serviten in Mendrisio und das Collegio Gallio der Somasker in Como. Anschliessend studierte Recht an der Universität Pavia. Nach seinem Studienabschluss im Jahr 1833 war er ab 1834 in Chiasso als Rechtsanwalt und Notar tätig.
Soldini vertrat radikalliberale Ansichten und war Mitglied der Società dei Carabinieri (Schützengesellschaft). 1843 wurde er zum Gemeindepräsidenten von Chiasso gewählt. Im Jahr 1847 nahm er als Freiwilliger am Sonderbundskrieg teil, 1848 beteiligte er sich am Mailänder Aufstand gegen Österreich. Er kandidierte im Oktober 1848 mit Erfolg bei den ersten Nationalratswahlen. Dreieinhalb Jahre später wurde er aus politischen Gründen ermordet.
Seine Brüder Carlo Soldini und Giuseppe Soldini waren später ebenfalls Nationalräte.